# Sabiango

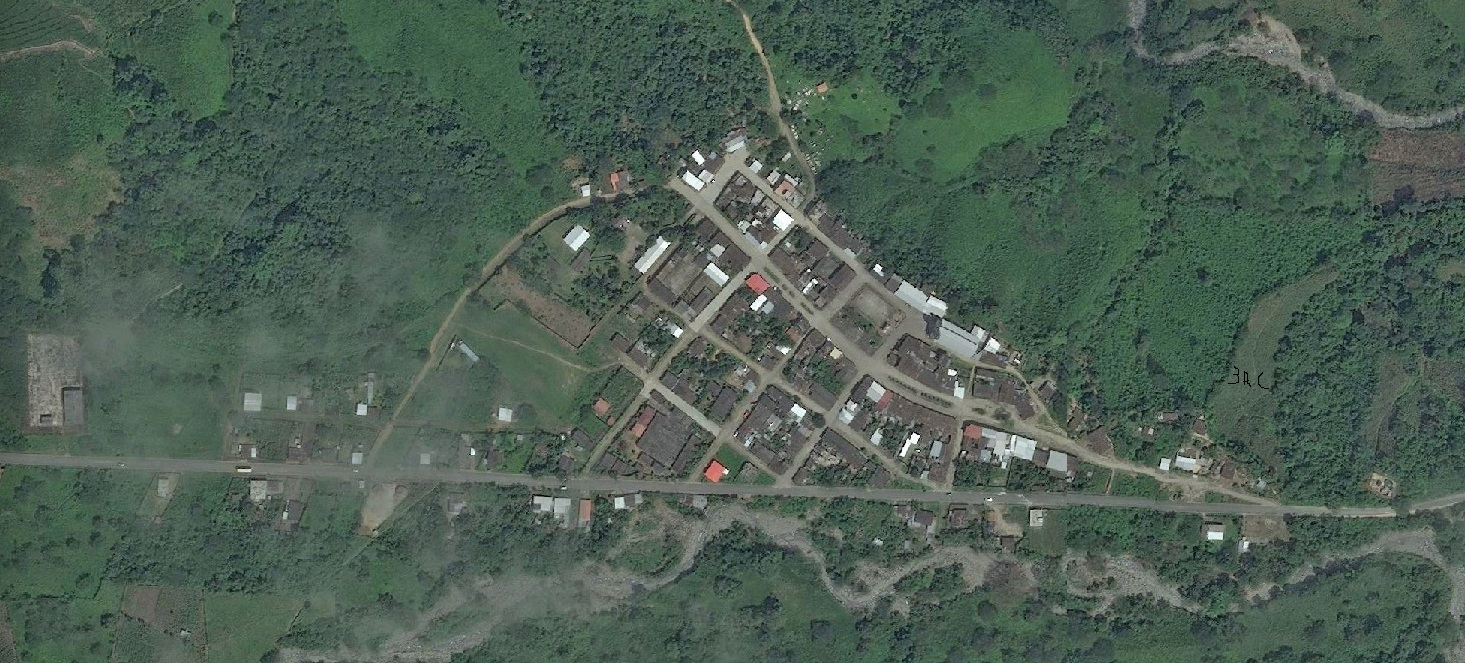
Luftaufnahme von Sabiango

Sabiango ist eine Parroquia rural („ländliches Kirchspiel“) im Kanton Macará der ecuadorianischen Provinz Loja. Die Parroquia besitzt eine Fläche von 45,47 km². Die Einwohnerzahl lag im Jahr 2010 bei 651.

## Lage
Die Parroquia Sabiango liegt in den Ausläufern der westlichen Anden im Süden von Ecuador, etwa 5 km von der peruanischen Grenze entfernt. Im äußersten Norden erhebt sich der 2620 m hohe Cerro Collona. Das Areal wird über den Río Sabiango nach Südwesten zum Río Macará entwässert. Der etwa 740 m hoch gelegene Hauptort befindet sich 14,5 km östlich des Kantonshauptortes Macará an der Fernstraße E69 (Macará–Cariamanga).
Die Parroquia Sabiango grenzt im äußersten Norden an die Parroquias Larama und Nueva Fátima (Kanton Sozoranga), im Osten an die Parroquias Sozoranga und Tacamoros (beide im Kanton Sozoranga), im Süden an die Parroquia La Victoria sowie im Westen an das Municipio von Macará.

## Orte und Siedlungen
In der Parroquia gibt es neben dem Hauptort folgende Barrios:
- Achima
- El Guácimo
- El Pindo
- Papayal
- Sanjuanpamba

Außerdem gibt es in der Parroquia zwei Caseríos: 
- La Capilla
- Matalanga

## Ökologie
Im Norden der Parroquia liegt das Schutzgebiet Bosque Protector Jatumpamba Jorupe.

## Geschichte
Die Parroquia Sabiango wurde am 20. April 1912 gegründet. Ursprünglich hieß die Parroquia "La Capilla". Der heutige Name "Sabiango" bedeutet „fruchtbares Tal“.